# لئون بنکو
لئون بنکو (کرواتی: Leon Benko؛ زادهٔ ۱۱ نوامبر ۱۹۸۳) بازیکن فوتبال اهل کرواسی است. از باشگاه‌هایی که در آن بازی کرده است می‌توان به استاندارد لیژ، باشگاه فوتبال الفیصلی عربستان سعودی و باشگاه فوتبال نورنبرگ اشاره کرد. وی همچنین در تیم ملی فوتبال کرواسی بازی کرده است.